# Leonhard Baumert (Musiker)
Leonhard Baumert (* 19. Oktober 1965 in Ost-Berlin) ist ein deutscher Pianist und Komponist.

## Leben
Leonhard Baumert ist der Sohn des Schriftstellers, Fernseh- und Filmdramatikers Walter Baumert. Ab fünftem Lebensjahr erhielt er Klavierunterricht im häuslichen Rahmen.
Von 1973 bis 1976 wurde er an der staatlichen Musikschule in Berlin-Köpenick ausgebildet. 1976 erfolgte seine Aufnahme in die Spezialschule für Musik an der Hochschule für Musik Berlin, dem heutigen Musikgymnasium Carl Philipp Emanuel Bach Berlin im Hauptfach Klavier. 1978 schrieb er seine ersten Klavierkompositionen. 1984 schloss er seine Ausbildung an der Spezialschule für Musik mit dem Hauptfachprädikat „Sehr gut“ ab und es folgte die Aufnahme an der Hochschule für Musik „Hanns Eisler“ Berlin im Hauptfach Klavier.
1985 beginnt seine Konzerttätigkeit als Solo-Pianist und er bildet sich an elektronischen Tasteninstrumenten weiter. 1990 – bis dahin hat Leonhard Baumert bereits ca. 850 öffentliche Auftritte als Solo-Pianist absolviert – schloss er seine Ausbildung an der Hochschule für Musik „Hanns Eisler“ Berlin mit dem Diplom ab. Seit 1990 ist er freiberuflich als Pianist, Komponist und Arrangeur tätig. Es wurden mehrere Alben von ihm veröffentlicht.

## Diskografie

### Alben
- 2010: Impressionen am Klavier (CD)
- 2011: Jazz & Pop (CD)
- 2012: Eine Stunde der Besinnung (CD)
- 2012: Zauberhafte Melodien (CD)
- 2012: Bewegte Zeiten (CD)
- 2013: Tanz mit mir (CD)
- 2014: Weihnachtsmelodien (CD)
- 2019: Abschied (CD)
- 2021: Sehnsucht (CD)